# Ekebyhovsbacken
Ekebyhovsbacken är en skidbacke i Ekerö på Ekerön, i Ekerö kommun, Stockholms län. Den är hemmabacke för Mälaröarnas Alpina Skidklubb (MASK). Från Ekebyhovsbacken har man en vidsträckt utsikt över Ekerön och Mälaren.

## Historik
Ekebyhovsbacken ingår i Jungfrusundsåsens friluftsområde som är ett rekreationsområde med motions- och skidspår samt möjlighet till ridning, vandring, terränglöpning och orientering. Skidbacken började anläggas i början av 1980-talet och dess namn härrör från det närliggande Ekebyhovs slott. På 1950-talet fanns här ett grustag och en 55 meter hög topp som höjdes med rivningsmassor och gjorde Ekebyhovsbacken till Jungfrusundsåsens högsta konstgjorda punkt med 82 meter över havet. Åsens högsta naturliga punkt är en gneisberghäll sydost om Knalleborg som ligger 60 meter över Mälaren.

## Backen
Ekebyhovsbacken sluttar ned mot norr och Jungfrusundet. Här finns bilparkering, värmestuga, café/restaurang, skiduthyrning och skidskola. Den längsta nedfarten är 510 meter lång och har en höjdskillnad på 84 meter och dess topp når man med ankarlift. För barn och nybörjare finns ett särskilt anpassat åkområde med egen lift. Ekebyhovsbacken erbjuder skidskola i form av grupp skidskola för de yngre samt privatlektioner för de äldre. I backen finns även ett café där man kan köpa allt från fika till olika former av luncher.

## Bilder

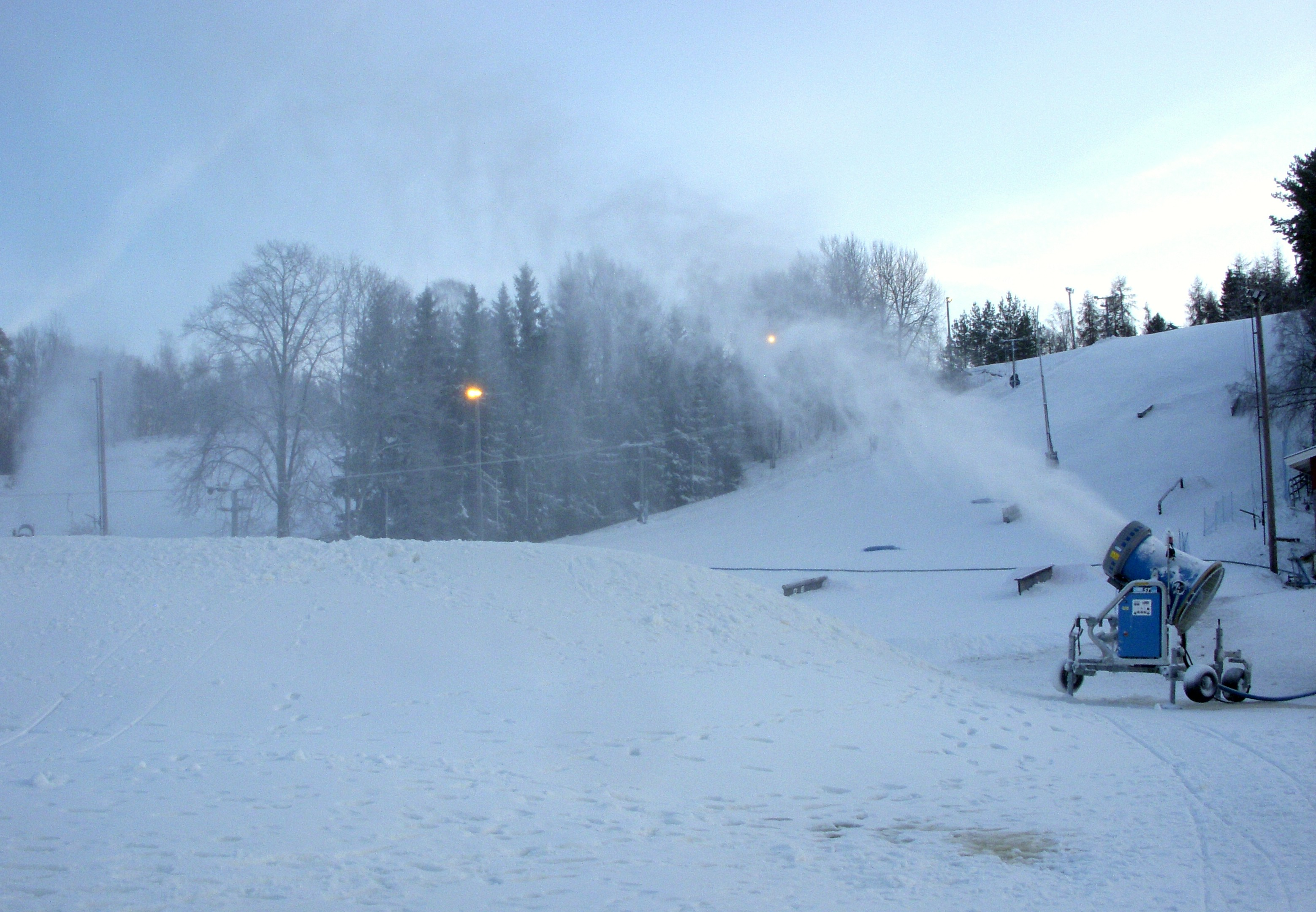
Ekebyhovsbacken på vintern
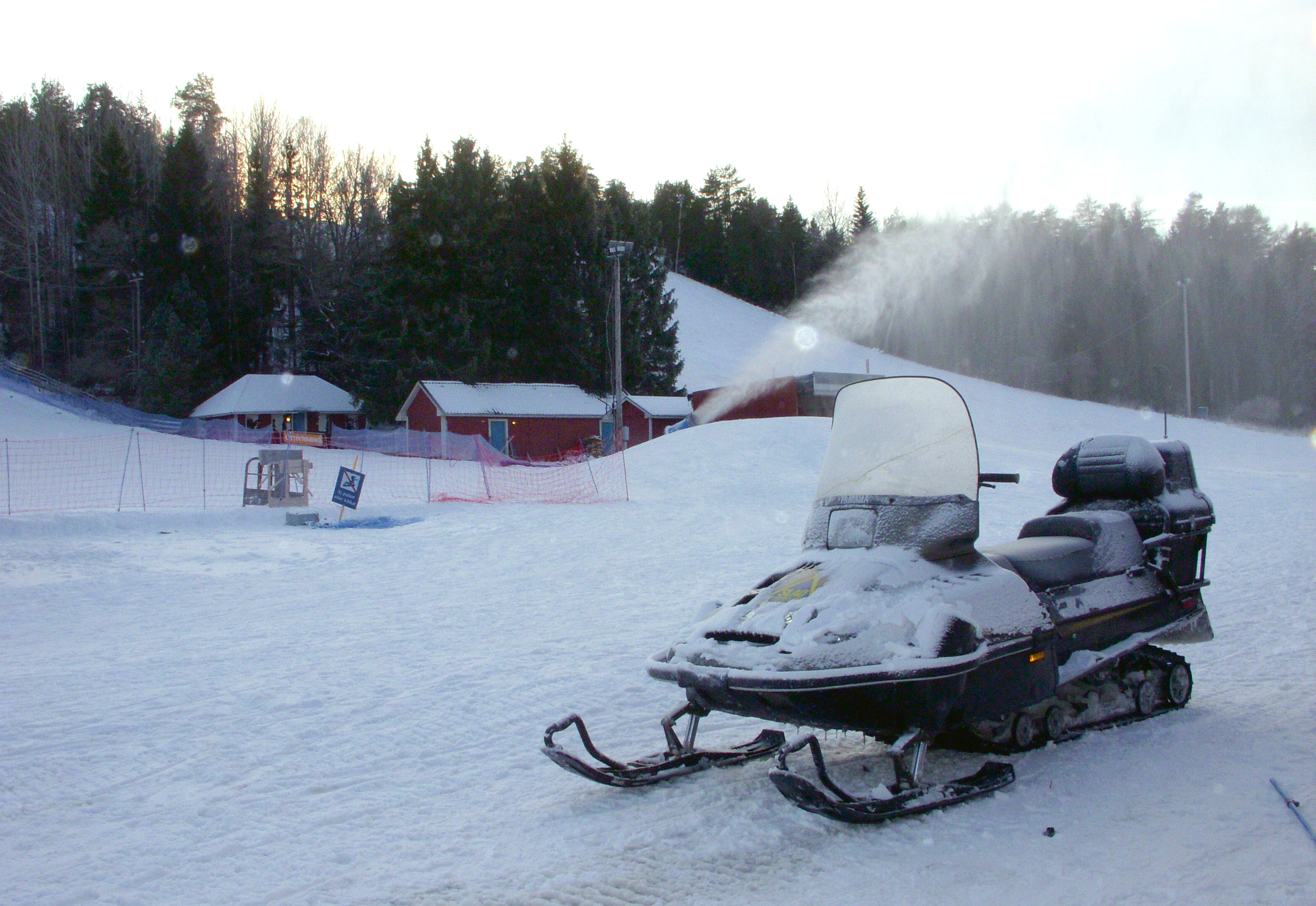
Ekebyhovsbacken på vintern
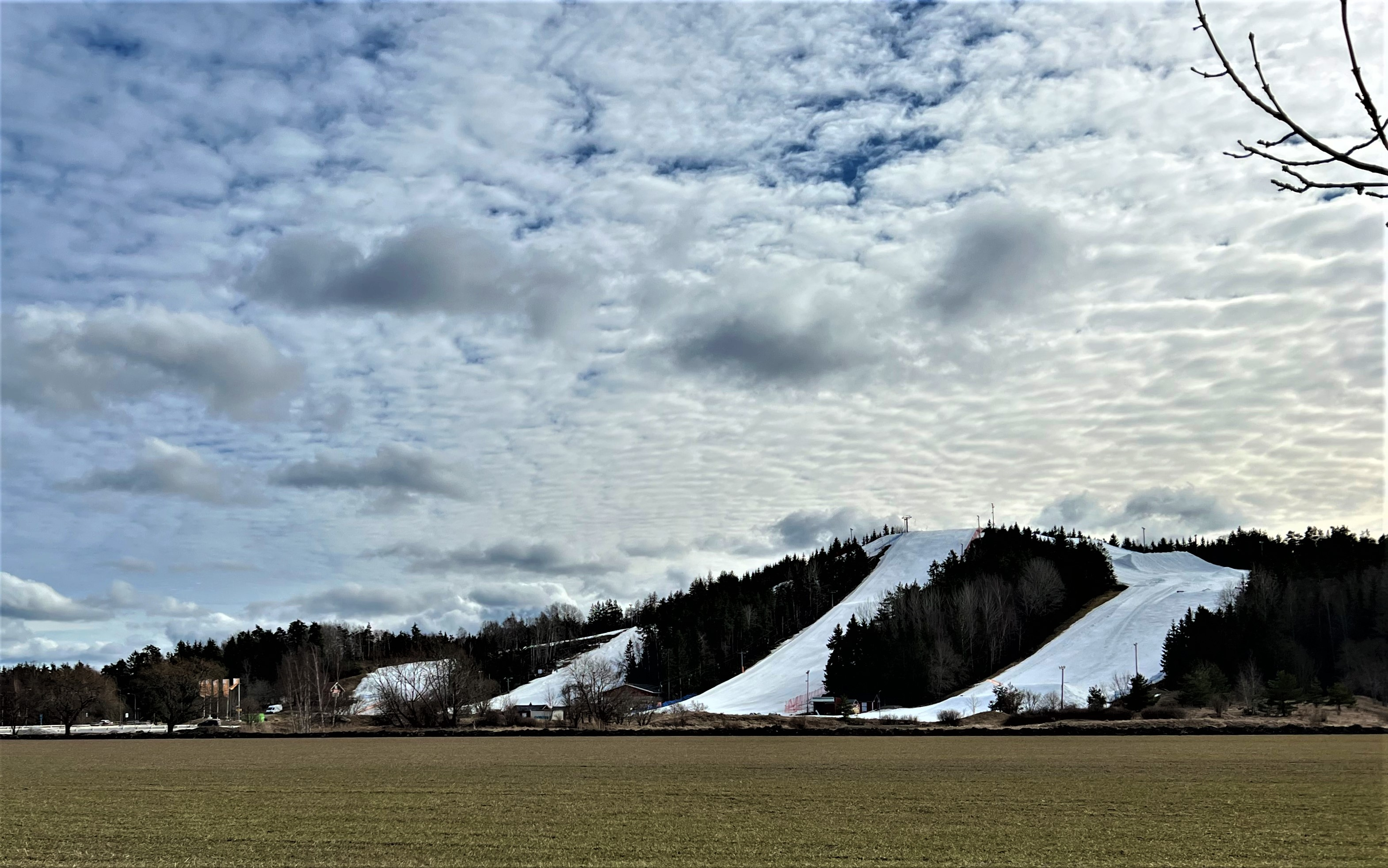
Ekebyhovsbacken på våren
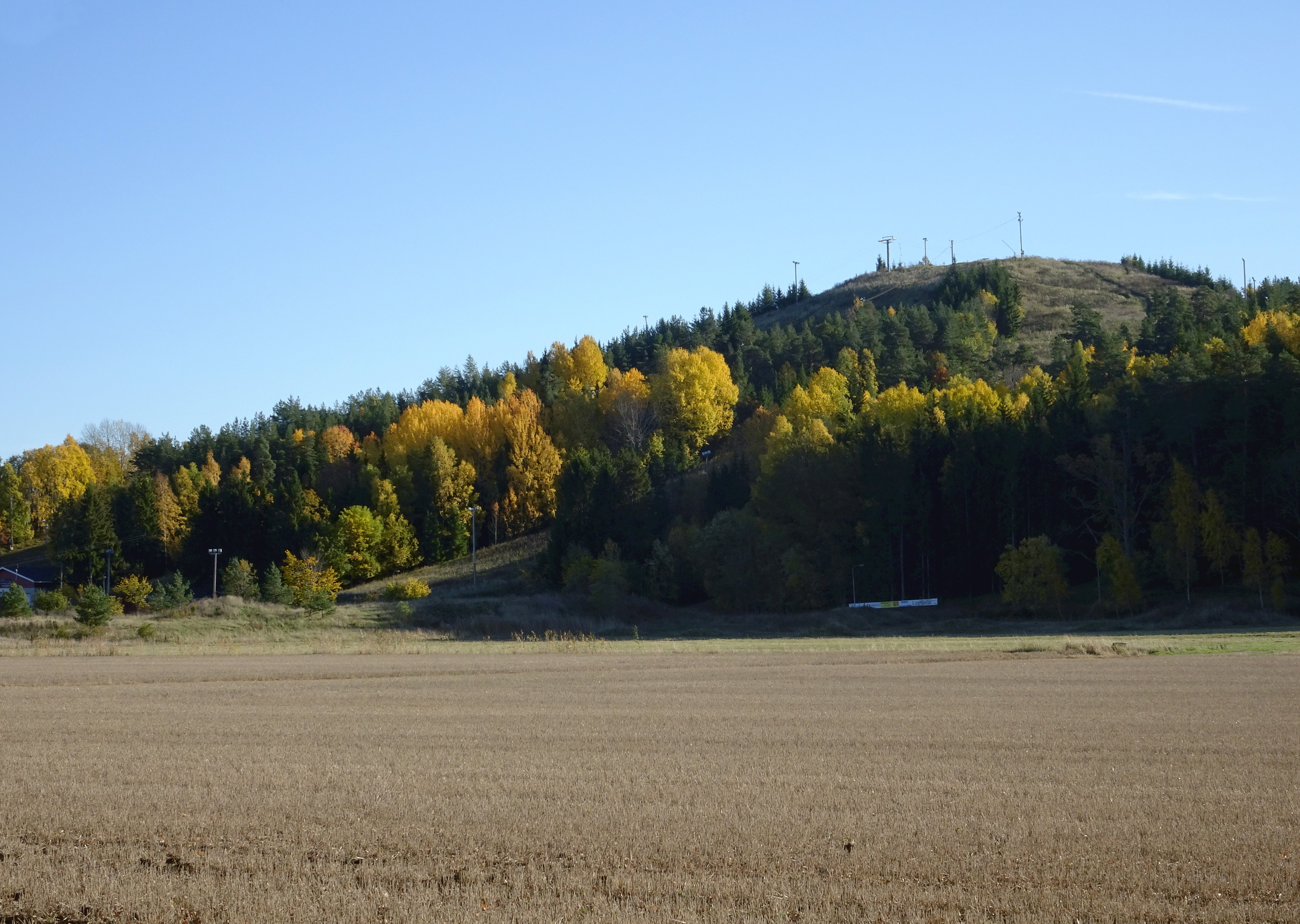
Ekebyhovsbacken på hösten
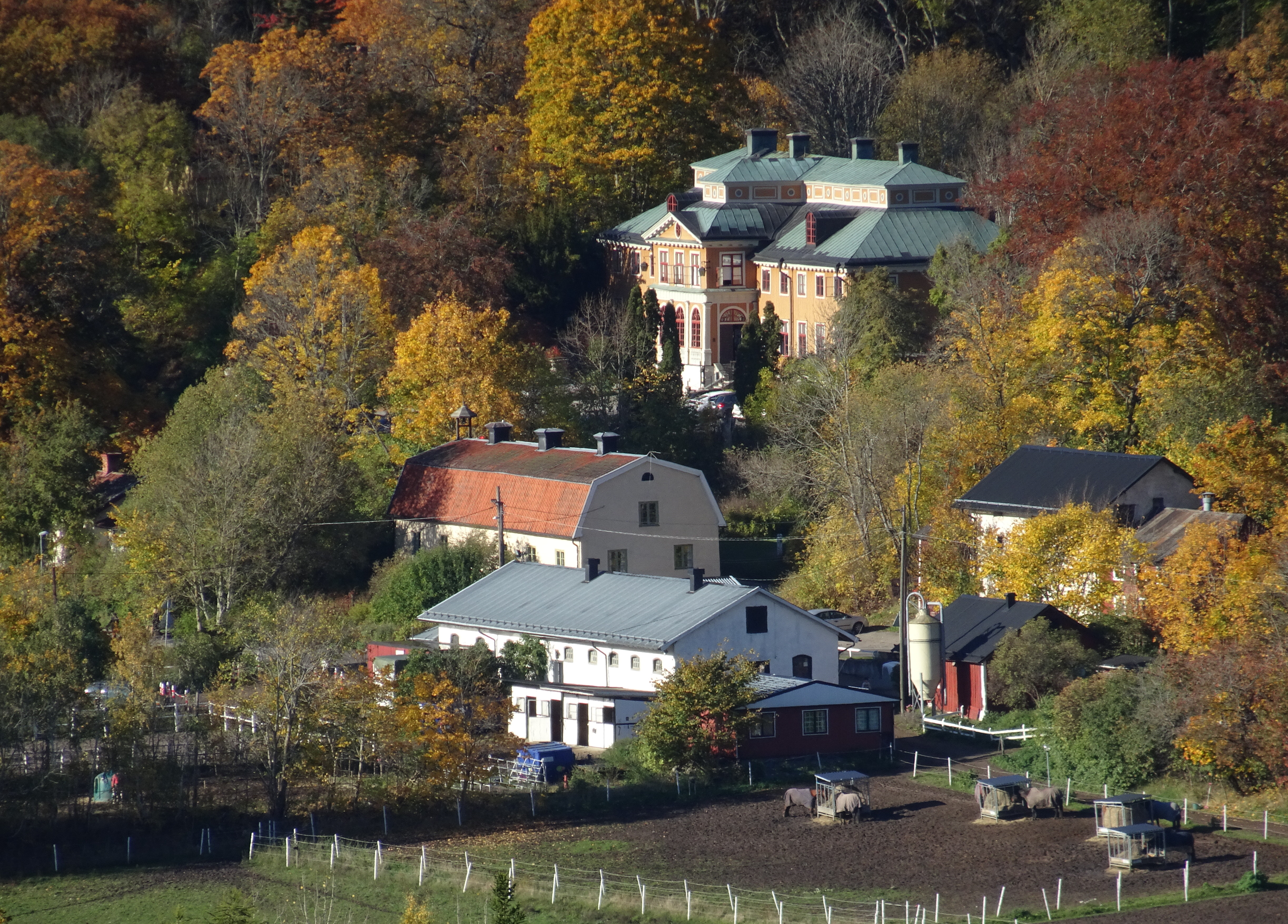
Vy från toppen över Ekebyhovs slott